# 딕 드로트
리처드 프레드 드로트(영어: Richard Fred Drott, 1936년 7월 1일~1985년 8월 16일)는 "허머"(영어: Hummer)라는 별명으로 알려진 미국의 프로 야구 선수로, 포지션은 투수였다. 7시즌 동안 시카고 컵스와 휴스턴 콜트 .45s에서 선수 생활을 했다.
오하이오주 신시내티에 있는 웨스턴 힐스 고등학교를 졸업했다. 1957년 컵스 유니폼을 입고 메이저 리그에 데뷔했으며, 그해 15승을 거두었으며 올해의 신인상 투표에서 3위에 올랐다. 같은 해 4월 24일에는 투수 모 드라보스키가 타석에 들어서 투수가 던진 공에 발을 맞았다고 주장했는데, 드로트가 이에 드라보스키를 휠체어에 태우고 1루로 데려다주다가 심판으로부터 퇴장을 명령받았다.
1957년 이후 팔 부상을 당하면서 제 실력을 발휘하지 못했다. 1961년 확장 드래프트에서 휴스턴 콜트 .45s의 지명을 받았으며, 1963년 2승 12패를 기록한 뒤 마이너 리그로 강등되었다. 1965년을 마지막으로 프로 선수 경력을 마무리했다. 통산 176경기에 출전해 27승 46패, 4.78의 평균자책점을 기록했다.
49세의 나이에 위암으로 사망했다.